# اچ‌ام‌اس ولچر (۱۸۴۳)
اچ‌ام‌اس ولچر (۱۸۴۳) (به انگلیسی: HMS Vulture (1843)) یک کشتی است. این کشتی در سال ۱۸۴۳ ساخته شد.